# Lomaptera vanemdeni
Lomaptera vanemdeni är en skalbaggsart som beskrevs av Paul Norbert Schürhoff 1935. Lomaptera vanemdeni ingår i släktet Lomaptera och familjen Cetoniidae. Inga underarter finns listade i Catalogue of Life.